# Ruel Fox
Ruel Adrian Fox (* 14. Januar 1968 in Ipswich) ist ein ehemaliger montserratischer Fußballspieler und -trainer. Als trickreicher Rechtsaußen war er vor allem in den 1990er-Jahren in der Premier League als Spieler von Norwich City, Newcastle United und Tottenham Hotspur bekannt.

## Sportlicher Werdegang

### Spielerkarriere

#### Norwich City & Newcastle United (1983–1995)
Nachdem sich Fox im Oktober 1983 dem Nachwuchsbereich von Norwich City angeschlossen hatte (obwohl in der Stadt des Lokalrivalen Ipswich geboren), debütierte er für den damaligen Erstligisten im Verlauf der Saison 1986/87 in einem Spiel des Full Members Cups gegen Coventry City (am 29. November 1986) und nur wenige Tage später folgte das Debüt in der höchsten englischen Spielklasse gegen Oxford United. Ungeachtet dessen, dass er in der anschließenden Saison 1987/88 regelmäßiger zum Zug kam, ließ der sportliche Durchbruch zunächst auf sich warten. Dies lag vor allem an der hochkarätigen Konkurrenz auf dem rechten Flügel mit Spielern wie Dale Gordon und Ian Crook. Dennoch weckten spätestens seine drei Tore in sieben Ligapartien der Saison 1989/90 höhere Erwartungen und so behielt er zu Beginn der folgenden Spielzeit 1990/91 seinen Stammplatz. Ab der Saison 1991/92 galt er nun als „gesetzt“ bei den „Kanarienvögeln“. Dabei bildete er gelegentlich ein Angriffsduo mit Robert Fleck, konnte in dieser Rolle aber wenig als Torjäger überzeugen. Mit dem Abgang von Gordon zu den Glasgow Rangers im November 1991 war aber der letzte „Stolperstein“ beseitigt und so galt Fox nunmehr als „erste Wahl“ als flinker, ballsicherer und trickreicher Rechtsaußen. Dadurch empfahl er sich für ambitioniertere Vereine im englischen Fußball und so zeigte sich vor allem im Verlauf der Saison 1993/94 Newcastle United interessiert. Die Höhepunkte seiner Zeit in Norwich waren auch in den Europapokalspielen zu finden, darunter der Sieg im UEFA-Pokal gegen den FC Bayern München.
Fox verbrachte nur rund 18 Monate bei den „Magpies“, blieb aber bei den dortigen Anhängern positiv in Erinnerung. Nachdem er sich dem von Kevin Keegan trainierten Klub im Februar 1994 für die damalige Rekordablösesumme von 2,25 Millionen Pfund angeschlossen hatte (wurde nur einen Monat später von Darren Peacock überboten), verhalf er dem Erstligaaufsteiger in der Schlussphase zu einem dritten Abschlusstabellenplatz und der damit verbundenen Qualifikation für den UEFA-Pokal. In der folgenden Spielzeit 1994/95 war Fox Teil einer aufregenden Mannschaft, die die ersten sieben Ligapartien in Serie gewann und zu seinen Torerfolgen gehörte der 3:2-Siegtreffer auswärts gegen den FC Arsenal. Anschließend ließen die Darbietungen der Mannschaft deutlich nach, vor allem nach dem Verkauf des Mittelstürmers Andrew Cole an Manchester United, wodurch am Ende „nur“ der sechste Platz heraussprang. Dazu musste Fox auf ungewohnte Positionen ausweichen, weil das junge Talent Keith Gillespie für ihn den rechten Flügel belegte. Fox musste zeitweise auch in der zentralen Angriffslinie agieren, aber durch seine geringe Körpergröße fehlte es ihm an der notwendigen Präsenz im gegnerischen Strafraum. Bevor er sich wieder leistungsmäßig stabilisieren konnte, wurde man sich im Oktober 1995 schnell über einen Transfer einig und obwohl nicht wenige Anhänger den Abgang bedauerten, wirkte die zufriedenstellende Ablösesumme in Höhe von 4,2 Millionen Pfund in Verbindung mit dem guten Ersatz in Person von Gillespie für alle Beteiligten als sportlich und wirtschaftlich vernünftig. Insgesamt hatte Fox für Newcastle in 70 Pflichtspielen 14 Tore geschossen.

#### Tottenham Hotspur & West Bromwich Albion (1995–2002)
Anfänglich war Fox nicht fester Bestandteil der Tottenham-Mannschaft von Trainer Gerry Francis. Francis bevorzugte die damals beliebte Taktik mit fünf Abwehrspielern, darunter drei Innenverteidiger und zwei sogenannte „Wingbacks“ zwischen Verteidigung und Mittelfeld. Und da auf den offensiven Außenpositionen Andy Sinton und Darren Anderton spielten, blieb wenig Platz für Fox. Da die im Jahr 1997 neu verpflichteten David Ginola und José Dominguez zusätzlichen Druck auf ihn ausübten, mehrten sich die Gerüchte ob eines bestehenden Abgangs, wobei angeblich Crystal Palace, der FC Southampton und Leicester City (mit zahlreichen Ex-Norwich-Spielern wie Spencer Prior, Mark Robins und Robert Ullathorne in den Reihen) zu den Interessenten zählten. Unter dem neuen Trainer Christian Gross lief es dann etwas besser für ihn, bevor bei dessen Nachfolger George Graham in turbulenten Zeiten wieder über ein baldiges Ende spekuliert wurde. Unter Graham war Fox auch nicht Teil der Tottenham-Mannschaft, die im März 1999 das Ligapokalendspiel gegen Leicester City gewann, wobei er jedoch in vorangegangenen Partien (vor allem bei den 3:1-Siegen gegen den FC Liverpool und Manchester United per Einwechslung) berücksichtigt worden war. Mitte 1999 waren sowohl ein Wechsel zum FC Everton als auch eine Rückkehr nach Norwich im Gespräch. Im Fall von Norwich strebte Graham ein Tauschgeschäft mit dem jungen walisischen Nationalspieler Craig Bellamy an, wohingegen Norwichs Trainer Bruce Rioch lediglich ein Leihgeschäft vorschwebte.
Im August 2000 wechselte Fox schließlich für 200.000 Pfund zum Zweitligisten West Bromwich Albion und nachdem er in seinem zweiten Jahr mit zum Aufstieg in die Premier League beigetragen hatte, kam es dessen ungeachtet zu keiner weiteren Vertragsverlängerung. Stattdessen beendete Fox im Sommer 2002 seine Profikarriere im Vereinsfußball.

#### Nationalmannschaft von Montserrat
Im Oktober 2004 erklärte sich Fox bereit, dem Karibikstaat Montserrat bei der fußballerischen Entwicklung zu helfen. Diese lag sowohl im Trainings- als auch im Scoutingbereich. Es sollten Fußballer im Vereinigten Königreich gefunden werden, die für Montserrat spielberechtigt sind. Er selbst absolvierte für die Nationalmannschaft in diesem Jahr zwei Länderspiele, wobei er ein Tor bei der 4:5-Niederlage gegen Antigua schoss – wie auch Tes Bramble, einem ebenfalls aus Ipswich stammenden Spieler mit Wurzeln in Montserrat. Darüber hinaus kam es zu keinen weiteren Länderspieleinsätzen mehr als Spieler oder Trainer.

### Nach der aktiven Karriere
Nach seiner Rückkehr in die Heimat von Ipswich im Jahr 2004 begann sich Fox für den Amateurklub Whitton United zu engagieren und wurde später dessen Präsident. Daneben eröffnete er eine Gaststätte in Ipswich. Ab November 2008 arbeitete er als Trainer am Suffolk College, das eine Kooperation mit Whitton United betrieb. Darüber hinaus ist Fox selbständiger Personal Trainer.

## Titel/Auszeichnungen
- Englischer Ligapokal: 1999